# Wen Li Lai
Wen Li Lai (* 28. Mai 2000 in Sabah) ist eine malaysische Squashspielerin.

## Karriere
Wen Li Lai spielt seit 2014 auf der PSA World Tour und gewann auf dieser bislang vier Titel. Ihre höchste Platzierung in der Weltrangliste erreichte sie mit Rang 75 im Juli 2020. Bei den Südostasienspielen 2017 und 2019 gehörte sie zum malaysischen Aufgebot und gewann jeweils mit der Mannschaft die Goldmedaille. Mit der malaysischen Nationalmannschaft nahm sie außerdem bereits an Asienmeisterschaften teil. 2018 wurde sie Vizeasienmeisterin bei den Juniorinnen hinter Chan Yiwen.

## Erfolge
- Gewonnene PSA-Titel: 4